# البطولة الاحترافية المغربية 2013–14
البطولة الاحترافية المغربية 2013-2014 (المعروفة تسويقيا بتسمية Botola Pro) هو النسخة 58لبطولة المغرب لكرة القدم، في قسمها الوطني الأول. يتنافس خلالها 16 فريقا في مقابلات ذهاب وإياب أسبوعية، تخللتها فترات توقف، بحكم التزامات الأندية والمنتخب المغربي، على المستوى الدولي، أو خلال إجراء منافسات كأس العرش.

هذ النسخة لعب بطلها في كأس العالم للأندية لكرة القدم 2014 التي أقيمت في المغرب، وبطل هذه الموسم هو المغرب التطواني.

## النقل التلفزيوني
حقوق النقل التلفزي للبطولة الاحترافية في ملكية الشركة الوطنية للإذاعة والتلفزة المغربية، حيث جددت ملكيتها، سنة 2010 ، بعد ظفرها بطلب عروض الجامعة الملكية المغربية لكرة القدم، إلى غاية سنة 2014، بقيمة 404 ملايين درهم. تقوم الشركة بنقل جميع مباريات الدوري، عبر قنواتها التالية:
- الأولى[2] وقناة تمازيغت (مقابلة واحدة يوم السبت).
- القناة الثانية (مقابلة واحدة يوم الأحد).
- قناة الرياضية (باقي المقابلات).
- بي إن سبورت (مقابلتين في الأسبوع)

## الأندية المشاركة
| النادي                | الترتيب 2012-2013 | المدرب              | الملعب                                         | السعة       | آخر صعود |
| --------------------- | ----------------- | ------------------- | ---------------------------------------------- | ----------- | -------- |
| الرجاء                | 1                 | فوزي البنزرتي       | مركب محمد الخامس                               | 67000       |          |
| الجيش الملكي          | 2                 | رشيد الطاوسي        | ملعب الأمير مولاي عبد الله المركب الرياضي لفاس | 52000       | 1959     |
| المغرب الفاسي         | 3                 | عبد الرحيم طاليب    | المركب الرياضي لفاس                            | 45000       | 2006     |
| الوداد                | 4                 | مصطفى شهيد          | مركب محمد الخامس                               | 67000       |          |
| المغرب التطواني       | 5                 | عزيز العامري        | ملعب سانية الرمل                               | 15000       | 2005     |
| الفتح الرباطي         | 6                 | جمال السلامي        | ملعب الأمير مولاي عبد الله ملعب مولاي الحسن    | 52000 3000  | 2009     |
| نهضة بركان            | 7                 | يوسف المريني        | الملعب البلدي ببركان الملعب الشرفي (وجدة)      | 5000 20000  | 2012     |
| شباب الريف الحسيمي    | 8                 | حسن الركراكي        | ملعب ميمون العرصي                              | 12000       | 2010     |
| الدفاع الحسني الجديدي | 9                 | عبد الحق بن شيخة    | ملعب العبدي                                    | 10000       | 2005     |
| حسنية أكادير          | 10                | مصطفى مديح          | ملعب الإنبعاث ملعب أكادير الكبير               | 15000 45480 | 1996     |
| وداد فاس              | 11                | فؤاد الصحابي        | المركب الرياضي لفاس                            | 45000       | 2009     |
| أولمبيك أسفي          | 12                | يوسف فرتوت          | ملعب المسيرة                                   | 15000       | 2004     |
| أولمبيك خريبكة        | 13                | أحمد العجلاني       | المركب الرياضي بخريبكة                         | 10000       | 1995     |
| النادي القنيطري       | 14                | عبد الخالق اللوزاني | الملعب البلدي (القنيطرة)                       | 15000       | 2007     |
| الكوكب المراكشي       | (صاعد من القسم 2) | هشام الدميعي        | ملعب مراكش                                     | 41356       | 2013     |
| جمعية سلا             | (صاعد من القسم 2) | محمد أمين بنهاشم    | ملعب أبو بكر عمار                              | 10000       | 2013     |

## جدول الترتيب
| م  | الفريق                | لعب | فاز | تعادل | خسر | له | عليه | +/- | النقاط |
| -- | --------------------- | --- | --- | ----- | --- | -- | ---- | --- | ------ |
| 1  | المغرب التطواني       | 30  | 16  | 10    | 4   | 37 | 26   | +11 | 58     |
| 2  | الرجاء البيضاوي       | 30  | 16  | 7     | 7   | 40 | 15   | +25 | 55     |
| 3  | الفتح الرباطي         | 30  | 11  | 13    | 6   | 31 | 21   | +10 | 48     |
| 4  | الكوكب المراكشي       | 30  | 11  | 15    | 4   | 30 | 19   | +11 | 48     |
| 5  | الدفاع الحسني الجديدي | 30  | 10  | 15    | 5   | 30 | 19   | +11 | 45     |
| 6  | الوداد البيضاوي       | 30  | 10  | 13    | 7   | 34 | 29   | +5  | 43     |
| 7  | الجيش الملكي          | 30  | 9   | 12    | 9   | 30 | 30   | +0  | 39     |
| 8  | حسنية أكادير          | 30  | 10  | 8     | 12  | 36 | 43   | -7  | 38     |
| 9  | نهضة بركان            | 30  | 6   | 17    | 7   | 24 | 22   | +2  | 35     |
| 10 | شباب الحسيمة          | 30  | 10  | 6     | 14  | 23 | 32   | -9  | 35(-1) |
| 11 | أولمبيك أسفي          | 30  | 7   | 12    | 11  | 28 | 30   | -2  | 33     |
| 12 | النادي القنيطري       | 30  | 6   | 14    | 10  | 22 | 32   | -10 | 32     |
| 13 | المغرب الفاسي         | 30  | 7   | 10    | 13  | 27 | 36   | -9  | 31     |
| 14 | أولمبيك خريبكة        | 30  | 9   | 10    | 11  | 21 | 32   | -11 | 31(-6) |
| 15 | جمعية سلا             | 30  | 6   | 11    | 13  | 25 | 33   | -8  | 29     |
| 16 | وداد فاس              | 30  | 4   | 11    | 15  | 23 | 42   | -19 | 26     |

|  | الدور التمهيدي لكأس العالم للأندية 2014 الدور التمهيدي لدوري أبطال أفريقيا 2015 |
|  | الدور التمهيدي لدوري أبطال أفريقيا 2015                                         |
|  | الدور التمهيدي لكأس الكونفيدرالية الإفريقية 2015                                |
|  | الهبوط للقسم الثاني 2014-2015                                                   |

- تأهل نهضة بركان إلى كأس الكونفيدرالية الإفريقية 2015 كوصيف لكأس العرش المغربي 2014 رفقة البطل الفتح الرباطي الذي ضمن تأهله إلى ذات البطولة.

## أحسن الهدافين
| الرتبة | اللاعب           | النادي              | عدد الأهداف |
| ------ | ---------------- | ------------------- | ----------- |
| 1      | زهير نعيم        | المغرب التطواني     | 10          |
| 2      | باتريك كواكو     | حسنية أكادير        | 8           |
| 2      | إبراهيم البحري   | الجيش الملكي        | 8           |
| 4      | سفيان علودي      | الكوكب المراكشي     | 7           |
| 4      | فياني مابيدي     | نادي الرجاء الرياضي | 7           |
| 6      | مليك إيفونا      | الوداد الرياضي      | 6           |
| 6      | مراد باتنا       | الفتح الرباطي       | 6           |
| 6      | يوسف الكناوي     | جمعية سلا           | 6           |
| 6      | المهدي النغمي    | الجيش الملكي        | 6           |
| 6      | زومانا كوني      | حسنية أكادير        | 6           |
| 6      | رضا الله الغزوفي | وداد فاس            | 6           |
| 6      | محسن متولي       | نادي الرجاء الرياضي | 6           |

آخر تحديث 12 أبريل 2014 

## أحداث مميزة
- مرحلة ذهاب الدوري عرفت 9 حالات تغيير مدربين.[8]

| التاريخ     | الفريق             | المغادر           | الوافد           |
| ----------- | ------------------ | ----------------- | ---------------- |
| أكتوبر 2013 | وداد فاس           | فتحي جمال         | خالد كرامة       |
| أكتوبر 2013 | شباب الريف الحسيمي | كريستيان زيرماطين | الحسين أوشلا     |
| أكتوبر 2013 | الجيش الملكي       | جواد الميلاني     | رشيد الطاوسي     |
| نونبر 2013  | الرجاء الرياضي     | محمد فاخر         | فوزي البنزرتي    |
| دجنبر 2013  | جمعية سلا          | عزيز الخياطي      | محمد أمين بنهاشم |
| دجنبر 2013  | المغرب الفاسي      | طارق السكتيوي     | شارل روسلي       |
| دجنبر 2013  | أولمبيك خريبكة     | فؤاد الصحابي      | محمد الجاي       |
| دجنبر 2013  | نهضة بركان         | أومبيرطو باربيريس | يوسف المريني     |
| دجنبر 2013  | أولمبيك أسفي       | بادو الزاكي       | يوسف فرتوت       |

- تغييرات المدربين خلال مرحلة الإياب

| التاريخ     | الفريق             | المغادر          | الوافد           |
| ----------- | ------------------ | ---------------- | ---------------- |
| يناير 2014  | أولمبيك خريبكة     | محمد الجاي       | أحمد العجلاني    |
| يناير 2014  | شباب الريف الحسيمي | الحسين أوشلا     | حسن الركراكي     |
| فبراير 2014 | الوداد البيضاوي    | عبد الرحيم طاليب | حسن ناظر         |
| فبراير 2014 | المغرب الفاسي      | شارل روسلي       | عبد الرحيم طاليب |
| مارس 2014   | وداد فاس           | خالد كرامة       | فؤاد الصحابي     |
| مارس 2014   | الوداد البيضاوي    | حسن ناظر         | مصطفى شهيد       |

- ناديا حسنية أكادير والفتح الرباطي، غيرا ملعبيهما انطلاقا من الدورة 17، على التوالي إلى ملعب أكادير الكبير (المعروف بملعب أدرار)، وملعب مولاي الحسن.[22][23]
- 18 فبراير 2014: لجنة المصادقة على المباريات في الجامعة الملكية المغربية لكرة القدم تعاقب ناديي شباب الريف الحسيمي وأولمبيك خريبكة لإشراكهما 4 لاعبين أجانب، في مقابلتيهما على التوالي، أمام الدفاع الحسني الجديدي (الدورة 11) والفتح الرباطي (الدورة 11). أسفر القرار عن إضافة نقطتين لرصيد الفتح، وخصم نقطة من رصيد شباب الريف الحسيمي ونقطتين من رصيد أولمبيك خريبكة. أما في ما يتعلق بالنسبة العامة، فقد تم اعتبار فريقي الفتح والدفاع فائزين بنتيجة 3-0.[24]
- 20 مارس 2014: لجنة القوانين بالجامعة تعاقب نادي أولمبيك خريبكة، بسبب إشراكه لاعبا موقوفا (عبد المجيد الجيلاني) في مباراته ضد وداد فاس، والتي فازفيها بنتيجة 1-0. أسفر القرار عن خصم 4 نقط من رصيد أولمبيك خريبكة وإضافة 3 نقط إلى رصيد وداد فاس.[25]

## وصلات خارجية
- البرنامج العام لموسم 2013-2014 من موقع الجامعة الملكية المغربية لكرة القدم